# Mount Pleasant (Tennessee)
Mount Pleasant város az Amerikai Egyesült Államok Tennessee államában, Maury megyében. Lakosainak száma 4784 fő (2020. április 1.).

## Népesség
A település népességének változása:

| 2010 | 4 561 |
| 2020 | 4 784 |